# Liste der Bodendenkmale in Altmärkische Wische
In der Liste der Bodendenkmale in Altmärkische Wische sind alle Bodendenkmale der Gemeinde Altmärkische Wische und ihrer Ortsteile aufgelistet. Grundlage ist die Auflistung von Johannes Schneider aus dem Jahr 1986. Die Baudenkmale sind in der Liste der Kulturdenkmale in Altmärkische Wische aufgeführt.
| Denkmal-ID | Fundart | Ortsteil         | Bezeichnung    | Zeitstellung | Lage                                                                | Bemerkungen                               | Bild |
| ---------- | ------- | ---------------- | -------------- | ------------ | ------------------------------------------------------------------- | ----------------------------------------- | ---- |
| ?          |         | Wendemark-Einhof | Niederungsburg |              | 1,5 km östl. des Ortes, nordwestl. von Einhof am Grenzgraben (Lage) | zwei bewachsene Stellen von Acker umgeben |      |